# Park Soo-nam
Park Soo-nam (* 13. August 1947; † 14. Juni 2024) war ein südkoreanisch-deutscher Taekwondoin (10. Dan). Er war deutscher und österreichischer Nationaltrainer und auch als Funktionär tätig.

## Lebenslauf
Park Soo-nam besuchte als Student die Konkuk University, die je einen Campus in Seoul und Chungju hat. Er verließ die Universität 1970 mit dem Diplom in „Agricultural Studies“.
1969 wurde er koreanischer Meister im Taekwondo. Von 1971 bis 1976 betrieb er das „Park’s Gym“ in Seoul.
Von 1975 bis 1985 war er deutscher Bundestrainer. Von 1986 bis 1987 war er Bundestrainer von Österreich, um 1988 wieder deutscher Bundestrainer zu werden. In dieser Funktion betreute er das deutsche Team bei den Olympischen Spielen 1988. Seine Tätigkeit als Bundestrainer beendete er 1989.
Er ist seit 1992 Inhaber des Park Verlags. Als solcher war er Herausgeber des Magazins Taekwondo Aktuell. Seit 1978 betrieb er die Stuttgarter Taekwondo-Schule „Sportschule Park“.
Von 1992 bis 2010 war er Präsident des British Taekwondo Control Board, von 2005 bis 2009 Vizepräsident von World Taekwando und von Oktober 2012 bis Februar 2016 Präsident der Deutschen Taekwondo Union. Ab April 2016 war er Ehrenpräsident von World Taekwondo Europe. Posthum wurde ihm 2024 der 10. Dan verliehen.
Er erhielt 2013 die deutsche Staatsbürgerschaft.

## Ehrungen
- Bundesverdienstkreuz am Bande (1988)[2]
- Ehrendoktor der Konkuk University (2006)[2]